# 에드워드 스펠리어스
에드 스펠리어스(Ed Speleers, 1988년 4월 7일 ~ )는 잉글랜드의 배우이다. 2006년 영화 《에라곤》에서 주연 에라곤을 맡아 이름이 알려졌다. 《아웃랜더》에서는 악역 스티븐 보넷을, 《다운튼 애비》에서는 지미 켄트 역을, 《너의 모든 것》 시즌 4에서 리스 몬트로스 역을 연기하였으며 《스타 트렉: 피카드》 시즌 3에서는 잭 크러셔 역을 맡았다.
《에라곤》, 《아웃랜더》, 《스타 트렉: 피카드》에서의 연기로 새턴상에 3번 지명되었으며 제작자로서는 단편 《Wale》 (2018)로 영국 아카데미 영화상 후보에 올랐다.

## 출연 작품

### 영화
- 에라곤 (2005) - 에라곤 역
- 론리 플레이스 투 다이 (2011) - 에드 역
- 러브 바이트 (2012, Love Bite) - 제이미 역
- 플라스틱 (2014, Plastic)- 샘 역
- 하울 (2015, Howl) - 조 역
- 리메인더 (2015, Remainder) - 그레그 역
- 거울 나라의 앨리스 (2016) - 제임스 하코트 역
- 달링 (2017) - 콜린 캠벨 역
- 쥬 (2018, Zoo) - 존 역
- 살인마 잭의 집 (2018) - 경찰관 에드 역
- 내 남자만 모르는 비밀계약 (2019) - 조니 역
- 얼어버린 시간 속에서 (2022) - 베셀 역
- 아이리시 위시 (2024) - 제임스 토마스 역
- 마이더스 맨 (2024) - 존 '텍스' 엘링턴 역

### 텔레비전
- 다운튼 애비 시즌 3-5 (영국 ITV) - 제임스 켄트 역
- 울프 홀 시즌 1 (Wolf Hall, 영국 BBC Two) - 서머셋 공작 에드워드 시모어 역
- 베오울프: 리턴 투 더 쉴드랜즈 (Beowulf: Return to the Shieldlands, 영국 ITV) - 슬린 역
- 아웃랜더 (드라마) 시즌 4-5 - 스티븐 보넷 역
- 너의 모든 것 시즌 4 - 리스 몬트로스 역
- 스타 트렉: 피카드 시즌 3 - 잭 크러셔 역